# Lajwanti
Pour plus de détails, voir Fiche technique et Distribution.
Lajwanti est un film indien réalisé par Narendra Suri, sorti en 1958.

## Synopsis
Accusée injustement d'avoir eu une liaison extra-conjugale, une femme aimante est renvoyée de son foyer.

## Fiche technique
- Titre : Lajwanti
- Réalisation : Narendra Suri
- Scénario : Sachin Bhowmick, Umesh Mathur, Umesh Mathur et Surendra Shailaj
- Musique : Sachin Dev Burman
- Photographie : M. N. Malhotra
- Montage : Pratap Dave
- Production : Mohan Segal
- Société de production : De Luxe Films
- Pays :  Inde
- Genre : Drame
- Durée : 120 minutes
- Dates de sortie : 
  -  France : 1958 (festival de Cannes)

## Distribution
- Nargis : Kavita
- Balraj Sahni : Nirmal Kumar
- Kumari Naaz : Renu
- Prabhu Dayal
- Radhakrishan : Pyare Mohan
- Manorama : Mme. Godabri Mohan
- Kusum Thakur
- Mumtaz Begum : Jamuna
- Leela Mishra : la sœur de Nirmal

## Distinctions
Le film a été présenté en sélection officielle en compétition au Festival de Cannes 1959.